# Platygyrium julaceum
Platygyrium julaceum là một loài Rêu trong họ Hypnaceae. Loài này được (Hook. ex Schwägr.) Bosch & Sande Lac. mô tả khoa học đầu tiên năm 1864.